# سلوته توپو سوم
سلوته توپو سوم (انگلیسی: Sālote Tupou III; ۱۳ مارس ۱۹۰۰ – ۱۶ دسامبر ۱۹۶۵) اهل اولین ملکه سلطنتی و سومین پادشاه تونگا بود.
وی پس از مرگ پدرش جورج توپو دوم در سال ۱۹۱۸ به علت نبود فرزند پسر به پادشاهی رسید و خود تا زمان درگذشتش در سال ۱۹۶۵ میلادی به عنوان پادشاه کشور تونگا حکومت کرد. پس از وی فرزندش توفا آهو توپو چهارم به سلطنت رسید.

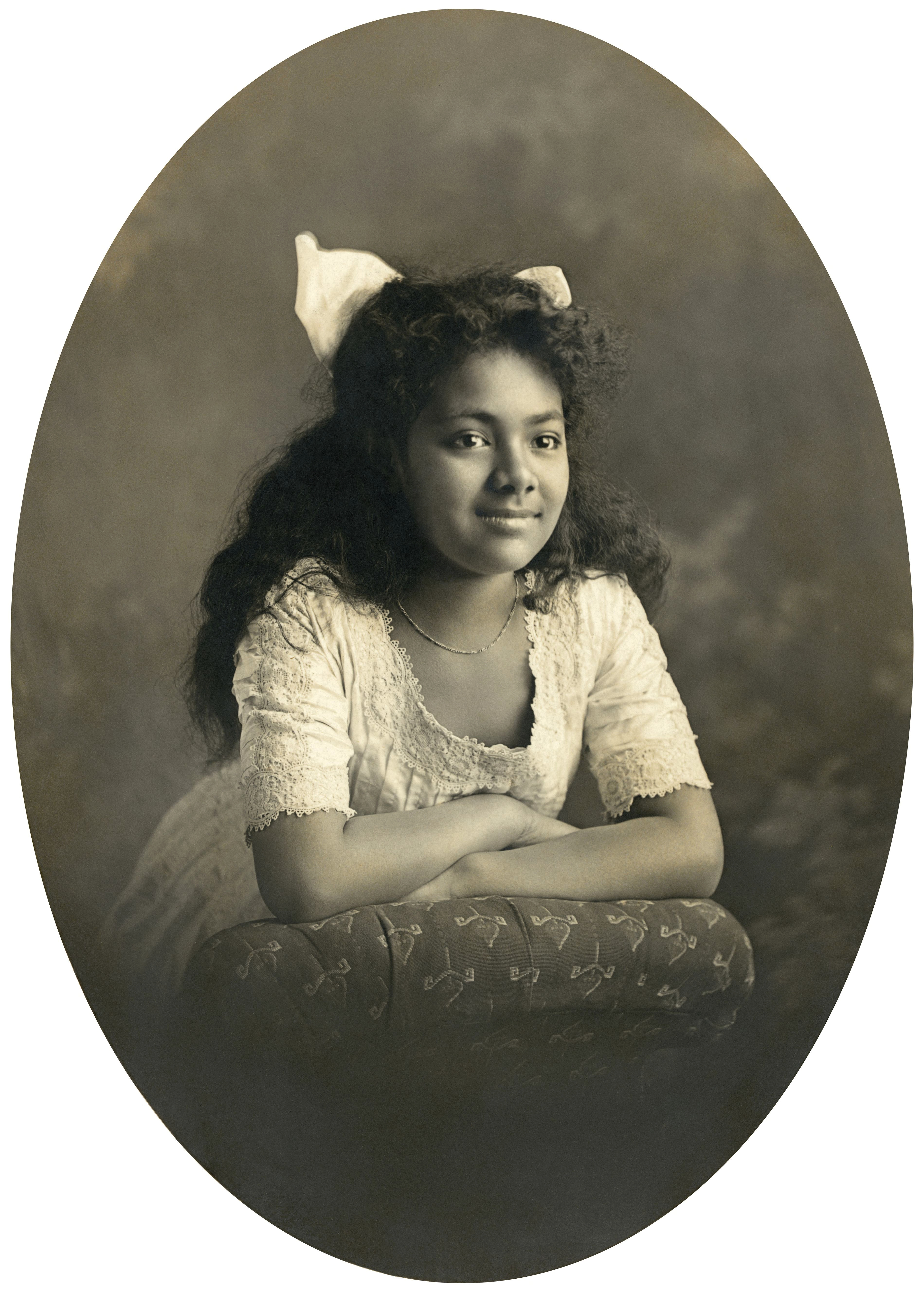
سلوته در کودکی،